# ريتشارد إل. ميرفي
ريتشارد إل. ميرفي (بالإنجليزية: Richard L. Murphy)‏ هو صحفي وناشر وسياسي أمريكي، ولد في 6 نوفمبر 1876 في دوبوك في الولايات المتحدة، وتوفي في 16 يوليو 1936 في شبوا فولز في الولايات المتحدة بسبب حادث مرور. حزبياً، نشط في الحزب الديمقراطي. وقد انتخب عضو مجلس الشيوخ الأمريكي.